# Ahmès-Néfertary
Pour les articles homonymes, voir Ahmès et Néfertari.
Pour l’article ayant un titre homophone, voir Néfertary.
Ahmès-Néfertary est l'épouse et probablement la sœur du pharaon Ahmôsis Ier (nom grec de Iâhmes, ou Ahmose), fondateur de la XVIIIe dynastie. Elle est qualifiée de fille royale, sœur royale, grande épouse royale sur les stèle de la donation et stèle de Maasara.

## Généalogie
Elle est née de la reine Iâhhotep Ire, grande épouse royale, mère d'Ahmosis (inscription sur un vase du Sinai). Elle épouse son frère après l'an 18 (elle est absente de la stèle de Hanovre datée de l'an 18) et avant l'an 22 (stèle de Maasara). Elle lui survit, traversant le règne de son fils et successeur Amenhotep Ier, et présente encore aux côtés de la reine Ahmès, épouse de Thoutmôsis Ier (laquelle n'était ni sa fille ni sa petite-fille, mais vraisemblablement une parente).
Elle a au moins trois enfants : un prince, Ahmosé-Ânkh, né avant l'an 22 (stèle de la Donation), sans doute mort en bas âge ; Amenhotep Ier et Ahmosé-Méritamon.
Son association à certaines réalisations de son époux est très étroite, elle est la première reine à assumer la fonction sacerdotale de divine adoratrice d'Amon ; en tant qu'« épouse du dieu », elle réorganise le culte, y gagnant en prestige au point de devenir une sainte patronne de la nécropole thébaine, avec une barque sacrée qui était sortie lors des processions liées aux grandes fêtes.
Elle sera adorée comme une divinité dans un culte funéraire de Thèbes jusqu'à l'époque du grand prêtre d'Amon Hérihor (1080-1074) au début de la XXIe dynastie. Ahmès-Néfertari sera particulièrement vénérée à Deir el-Médineh. Célébrée comme l'ancêtre bienfaisante des dynasties suivantes, elle est représentée avec les mêmes attributs qu'une déesse. Elle est notamment assimilée à Isis et Hathor.

## Sépulture

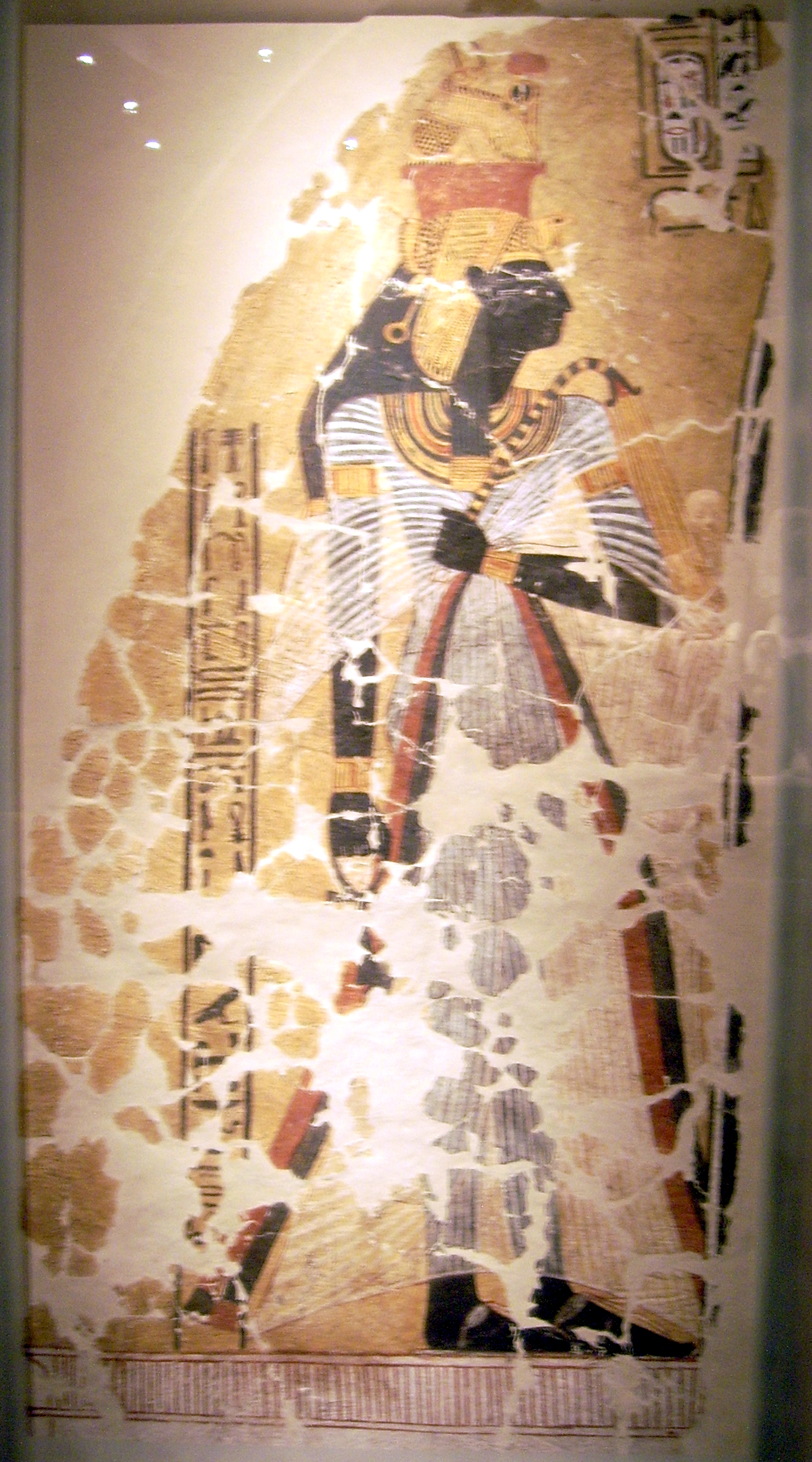
Fresque provenant de Deir el-Médineh représentant la reine Ahmès-Néfertary divinisée.

Ses restes furent découverts dans la tombe cachette DB320 de Deir el-Bahari, où elle avait été enterrée de nouveau après que des prêtres eurent découvert sa tombe violée par des pillards. Son sarcophage est un monumental cercueil de style rishi, de près de trois mètres de longueur, la représentant la tête couverte par une lourde perruque et coiffée d'une couronne à deux hautes plumes, caractéristiques de son rôle de grande épouse royale et d''épouse du dieu, les bras croisés et tenant dans ses mains deux signes Ânkh.

## Postérité
Divinisée par la suite, elle est particulièrement vénérée au village de Deir el-Médineh, par les artisans de la tombe, ouvriers chargés de creuser et de décorer les tombes royales du Nouvel Empire.
Dans le décor de la tombe de Kinebou (Kj-nbw), prêtre dans le temple du roi Thoutmôsis IV sous le règne de Ramsès VIII, on reconnaît Ahmès-Néfertary — divinisée après sa mort — vêtue d'un manteau de lin blanc, ceinturé d'une étoffe rouge et noire à motifs.